# Euclidia immunita
Euclidia immunita är en fjärilsart som beskrevs av Miller 1867. Euclidia immunita ingår i släktet Euclidia och familjen nattflyn. Inga underarter finns listade i Catalogue of Life.